# Global Cycle Solutions
Global Cycle Solutions (GCS) — социальное предприятие, базирующееся в городе Аруша (Танзания). Основано в 2009 году студенткой Массачусетского технологического института Джоди Ву. Через свою сеть мелких предпринимателей Global Cycle Solutions продвигает в отдалённые сельские районы страны инновационные и доступные товары, которые помогают бороться с бедностью и экологическими проблемами (солнечные панели и фонари, экономные лампы и кухонные плиты, работающие от велосипеда зарядные устройства и аппараты для очистки кукурузы, системы капельного орошения). Некоторые товары Global Cycle Solutions разрабатывает совместно с сельскими сообществами, партнёрскими организациями и университетами.
В 2010 году Global Cycle Solutions вошёл в число самых многообещающих социальных предприятий Америки.

## История
В 2009 году с целью производства и распространения товаров среди мелких фермеров в Танзании открылось предприятие GCS Tanzania Limited (стартовый капитал составил 30 тыс. долларов от Массачусетского технологического института и 200 тыс. долл. от инвесторов). В 2010 году компания начала продвигать свои технологические новинки (устройства для очистки кукурузы и производства муки, работающие от велосипеда) и создавать розничную сбытовую сеть, доступную даже в отдалённых регионах. Специально обученные продавцы ездили по деревням и представляли товары Global Cycle Solutions перед крестьянами. В 2012 году ассортимент вырос до тысячи наименований и моделей (в основном различные солнечные фонари и зарядные устройства), но транспортные расходы не покрывали доходы от продаж. Вскоре инвестором Global Cycle Solutions выступил американский Greater Impact Foundation. Дистрибуция Global Cycle Solutions положительно повлияла на жизни более 50 тыс. семей, компания обучила более 200 мелких предпринимателей, работающих её торговыми представителями.